# 恩維拉
07°25′58″S 70°01′22″W / 7.43278°S 70.02278°W

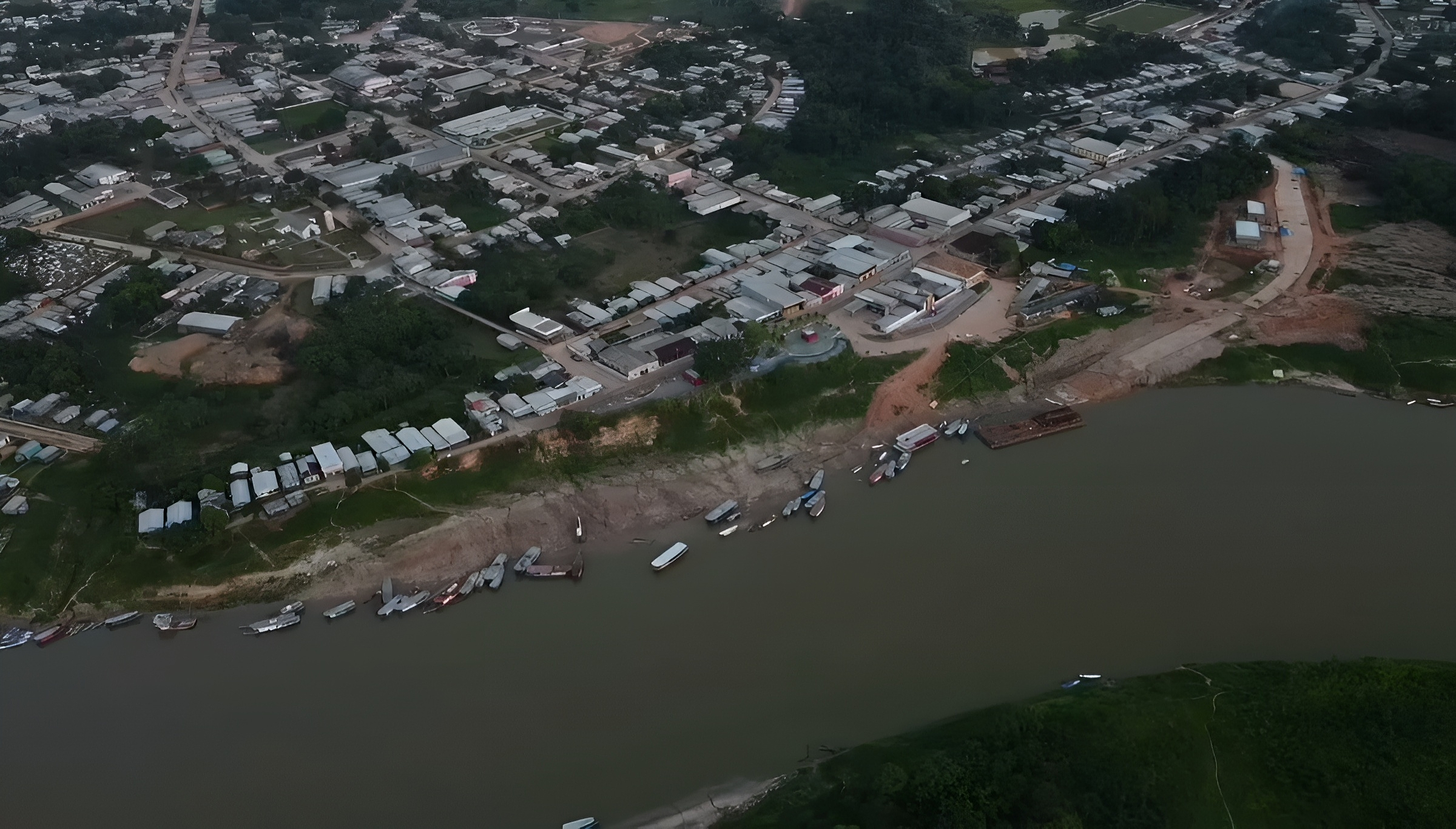
恩維拉

恩維拉（葡萄牙語：Envira）是巴西的城鎮，位於該國北部，由亞馬遜州負責管轄，始建於1955年12月19日，面積13,369平方公里，海拔高度150米，2014年人口18,422，人口密度每平方公里1.38人。